# 1118 dans les croisades
Cette page regroupe les évènements concernant les Croisades qui sont survenus en 1118 : 
- le pape Gélase II proclame la croisade contre les Maures d'Espagne[1].
- 2 avril : mort de Baudouin Ier, roi de Jérusalem[2].
- 14 avril : Baudouin du Bourg est couronné roi de Jérusalem[2].
- 16 avril : mort d'Adélaïde de Montferrat, épouse répudiée de Baudouin Ier[3].
- été : Hugues du Puiset, reçoit le comté de Jaffa[3].
- 15 août : Mort de l'empereur Alexis Ier Comnène. Son fils Jean II Comnène lui succède[4].
- 19 décembre : Saragosse est prise par les croisés espagnols[1].